# Jacobo Hernando Fitz-James Stuart
Don Jacobo Hernando Fitz-James Stuart, dodicesimo duca di Berwick (15 novembre 1947), è un nobile spagnolo, erede della casa ducale di Berwick d'Inghilterra.
È figlio di Fernando Alfonso Fitz-James Stuart y Saavedra e María Isabel Gómez Ruiz. È nipote di Hernando Carlos Fitz-James Stuart, il fratello minore di Jacobo Fitz-James Stuart. Di conseguenza, è anche nipote di Cayetana Fitz-James Stuart, diciottesima duchessa d'Alba, che fu anche l'undicesima duchessa di Berwick per la Spagna, con i corrispondenti titoli sussidiari.
È sposato con Marta Gómez-Acebo Calonje e la coppia non ha figli.

## Titoli nobiliari
Nobiltà spagnola
Dal 22 luglio 1968
XVI marchese di Villaviciosa
Dal 19 novembre 1971
XVIII duca di Peñaranda de Duero,  con grandezza di Spagna
Dal 6 ottobre 1971
XIII conte di Montijo, con grandezza di Spagna
Dal 18 novembre 1982
VI marchese di La Laguna, con grandezza di Spagna
IV marchese di Viana, con grandezza di Spagna
XII marchese di Coquilla
IV conte di Urbasa
Dal 14 gennaio 1983
VIII duca di La Roca, con grandezza di Spagna
Dal 20 maggio 1985
XVIII marchese di Sofraga
IX conte di Torrehermosa
Parìa d'Inghilterra
Dal 19 novembre 1971
XII duca di Berwick
XII conte di Tinmouth
XII barone Bosworth (dal 1971).